# Antoine Delpero
Pour les articles homonymes, voir Delpero.
Antoine Delpero est un surfeur français de longboard, né à Marseille le 1er novembre 1985, qui a remporté les championnats du monde de longboard au cours des World Surfing Games  ISA 2009 et 2013.

## Biographie
Antoine Delpero est né à Marseille le 1er novembre 1985, où il a vécu son enfance et les débuts de son adolescence. Il décide de s'installer à Biarritz (la ville où il vit actuellement), au milieu de son adolescence quand il découvrit sa passion pour le surf.
Après avoir gagné les Biarritz Surf Festival en 2005 et avoir été qualifié pour les premiers championnats de longboard professionnel en Nouvelle-Zélande, il obtient le titre de meilleur longboardeur au monde en 2009. Il sera de nouveau couronné champion du monde ISA de longboard en 2013 et 2023.

## Palmarès
- 2023 : Champion du monde ISA de Longboard au Salvador
- 2019 : Vice champion du monde ISA de Longboard en France à Biarritz
- 2019 : Champion du monde ISA de Aloha Cup (Longboard par équipe) avec la France en France à Biarritz
- 2017 : Champion d'Europe WSL de Longboard
- 2017 : Champion de France de Longboard
- 2016 : Champion d'Europe WSL de Longboard
- 2015 : Champion d'Europe WSL de Longboard
- 2013 : Champion du monde ISA de Longboard au Pérou
- 2012 : Champion du monde ISA de Stand Up Paddle (SUP)
- 2012 : Champion d'Europe WSL de Longboard
- 2010 : Vice champion du monde WSL de Longboard
- 2009 : Champion du monde ISA de Longboard au Costa Rica[1]
- 2008 : Vice champion du monde WSL de Longboard
- 2008 : Champion de France de Longboard

## Sources
1. ↑  A. Delpero sur mango-surf